# ジョー・ジュニア
ジョー・ジュニア（祖尊尼亞、Joe Junior、1947年-）は、香港の歌手・俳優である。本名（ポルトガル語名）はホセ・マリア・ロドリゲス・ジュニア（Jose Maria Rodrigues Jr.）。
マカオに中国人とポルトガル人のハーフとして生まれる。中学卒業後、香港に渡る。1965年、バンド「Zouncrackers」のメンバーとしてデビュー、その後同じバンドが解散。1967年にAlex Toa（ボーカルギター）、James Fong（リズムギター）、David Tong Fong（リズムギター）、Robert Lee（ドラマー）と共にバンド「Side Effects」を結成しボーカルを担当した。現在はソロで活動している。

## 出演作品

### テレビドラマ(TVB)
- 狀王宋世傑 (1997)
- 狀王宋世傑Ⅱ (1999)
- 騙中傳奇 (1999)
- 先生貴性 (1999)
- 陀槍師姐II (2000)
- 倚天屠龍記 (2000)
- 男親女愛 (2000)
- 酒是故郷醇 (2001)
- 談判專家 (2002)
- 西關大少 (2003)
- 智勇新警界 (2003)
- 衛斯理 (2003)
- 楚漢驕雄 (2005)
- 御用閒人 (2005)
- 學警雄心 (2005)
- 妙手仁心III (2005)
- 窈窕熟女 (2005)
- 翻新大少 (2005)
- 皆大歡喜 (2005)
- 刑事情報科 (2006)
- 溏心風暴 (2007)
- 古靈精探 (2008)
- 疑情別戀 (2008)

### 映画
- Mr.Boo!ミスター・ブー (1976)
- 喝采 (1980)
- 新Mr.Boo!アヒルの警備保障 (1981)
- ツイ・ハーク ミッション・ポッシブル：Ｍ：Ｐ-1 (1983)
- 呷醋大丈夫（1987）
- 籠民 (1992)
- いつも心の中に (1993)
- つきせぬ想い (1993)
- 愛的種籽 (1994)
- キリング・アンド・ロマンス 狂気の愛 (1994)
- 霓紅光管高高掛女子公寓 (1994)
- 正乞兒!! (1994)
- 香江花月夜 (1995)
- 搶閘媽咪 (1995)
- 橫紋刀劈扭紋柴 (1995)
- 空中小姐 (1995)
- 運財智叻星 (1996)
- 偷偷愛你 (1996)
- 特種飛虎 (1997)
- 天才と白痴1997 (1997)
- 美少年の恋 (1998)
- 新古惑仔之少年激鬥篇 (1998)
- 四人幫之錢唔夠洗 (1999)
- 没有你、沒有我 (2000)
- 真愛 (2000)
- 恋のQピッド (2001)
- 陰陽路十四之雙鬼拍門 (2002)
- 監獄風雲之傳教士 (2002)
- ゴッド・ギャンブラー ビギンズ (2003)
- 七十二家房客 (2010)
- 我愛香港 (2011)
- 2012我愛HK喜上加囍 (2012)
- 2013 我愛HK恭囍發財 (2013)

### 舞台
- 感受鄧麗君